# Ringe Å
Ringe Å er en 12,9 kilometer lang å, der har sit udspring ved Mariendal sydøst for Skamby Kirke, mellem  Søndersø og Otterup i Nordfyns Kommune. Den løber først mod øst, men svinger snart mod nord, og løber ud i Nærå Strand. Åen har et afvandingsområde på pa 43,52 km²; den har fra Mariendal til udløbet i Nærå Strand  et fald på ca. 17,4 m.